# Exa
Exa (symbool: E) is het SI-voorvoegsel dat gebruikt wordt om een factor 1018 (gelijk aan 10006 of één triljoen) aan te duiden.
Het wordt gebruikt sinds 1975. De naam is afgeleid van het Griekse 'εξα (= hexa) voor zes.